# Brady Township (comté de Clarion, Pennsylvanie)
Pour les articles homonymes, voir Brady Township.
Brady Township est un township, situé au sud-est du comté de Clarion, aux États-Unis,. En 2010, il comptait une population de 55 habitants.

## Démographie
Lors du recensement de 2010, le township comptait une population de 55 habitants. Elle est également estimée, en 2018, à 56 habitants.

### Source de la traduction
- (en) Cet article est partiellement ou en totalité issu de l’article de Wikipédia en anglais intitulé « Brady Township, Clarion County, Pennsylvania » (voir la liste des auteurs).